# 柳渙
柳涣（?—?），唐朝蒲州解县人，岐州刺史、太常卿、壽陵侯柳亨曾孙，柳子陽之孙，冀州司馬柳誡言之子。
开元初年，柳涣为中书舍人，上表：“臣堂伯祖柳奭，自显庆三年与褚遂良等五家同被谴戮。虽蒙则天遗制昭雪，而子孙亡没殆尽。只有曾孙柳无忝，客居龚州，昭雪多年后，还如同流放一样。陛下先天后诏书，曾任宰相之家，都录用其后。何况臣的伯祖无辜被诛，愿准许臣伯祖还葬乡里，其曾孙无柳忝放归本贯。”表疏奏上，唐玄宗敕令柳奭归葬，官造棺柩运回。柳无忝后官至潭州都督。后来柳涣以守司门郎中转任守给事中。开元二十五年（737年）时，柳涣担任晋州（平阳郡）刺史，谥号贞。柳涣弟弟柳泽，官至太子右庶子、華州刺史。